# Feniczy János
Feniczy János (Csikvánd, 1811. június 14. – Veresegyház, 1882. április 2.) katolikus pap, költő, egyházi író, fordító.

## Élete
A Fidicinis-Hegedűs családból származott, apja haszonbérlő volt. Iskoláit kilencéves korában egyik rokonának Vekerle Godfried bencés szerzetesnek, később dömölki apátnak gondviselése és ápolása alatt Győrött végezte. 1826-ban a ciszterci rendbe lépett és Egerben végezte a bölcseleti első évfolyamot. Ezt követően kilépett a rendből és Győrött fejezte be a bölcseletet. 1829-ben a veszprémi egyházmegyébe vették fel. Veszprémben kezdte s Pesten fejezte be a teológiát.
1833-ban az esztergomi főegyházmegyébe lépett át és 1834. július 19-én pappá szentelték. Káplán volt Hédervárott, Soltvadkerten, Vásárúton és Marcaliban. 1842-ben a zséli, 1845-ben az ipolyfödémesi, 1854. július 26-án a nagybárkányi plébániát kapta. 1861. május 15-én lemondott róla és Stíriában a bencés rendbe lépett, de 1863-ban visszajött és ismét elfoglalta plébániáját, ahol 1864. április 30-áig működött.
Ekkor nyugdíjazták és Péliföld-Szentkeresztesen élt. Ezt követően vecsei helyi káplán, 1872 februárjától-július 13-áig vecsei administrator volt. Ekkor véglegesen nyugalomba vonult.

## Munkái
- Tiszteletoltár, melyel nagyontiszt. Takács Bernardin urat e győri kir. iskoláknál a szelidebb tudományok felsőbb tanítóját neve ünnepén megtisztelték háladatos tanítványi Pünköst havának 20. napján 1826. Győr (költemény)
- Gyászvers Vajky György halálára, 1830
- Óda Horváth János püspökhöz. 1830
- Ode honoribus Isidori Guzmics. Pest, 1832 (különnyomat a Hasznos Mulatságokból)
- Örömdal, melyet főtiszt. s nagys. Vekerle Godefried urnak… dömölki apátnak… midőn a pannonhalmi fő apáti templomban Mindszent havának 7. apáttá szenteltetnék 1832. Győr (költemény)
- Örvendés ft. Szalay Imre urnak… veszprémi kanonokságra emeltetésekor 1834. Esztergom (költemény)
- A ker. nevelés alapvonalai. 1838
- Méltóságos és ft. Sztankovics K. János urnak, a győri egyházmegye püspökének tiszteletére midőn 1838. évben mindszent hó 28. főpásztori székét elfoglalná. Győr
- Főméltóságú és tiszt. herczeg Kopácsy József urnak, az esztergomi főmegye érsekének… hódolatúl, midőn főpásztori és ispányi székét Esztergomban máj. 28. 1839. ünnepélyesen elfoglalá. Esztergom
- A szent misének becse, vagy tanitás az uj törvény állandó áldozatáról. Golura Bálint német eredetije után fordítva és bővítve. Pest, 1840
- A templomok szüksége. A szelényi temetői kápolna fölszentelésekor 1850. júl. 24. előadva. Pest, 1850
- Világtörténet. Bumüller János után magyarítva. Pest, 1854. I. kötet (a II. kötetet Danielik János fordította)
- Gyászbeszéd méltóságos Jeszeniczei Jankovich Antal urnak, cs. kir. tanácsos, Gömör- és Kis-Honth megyék néhai főispáni helyettesének hamvai fölött. A salgó-tarjáni templomban tartott áldozat alkalmával 1856. jan. 14. Pest, 1856
- Lelki nagyság. Weiss Adolf izraelita keresztelkedése alkalmával mondott beszéd. Eger, 1861
- A Calvaria haszna, és irántai kötelmünk. Előadva a peredi Calvaria fölszentelésekor 1869. okt. 31. Pest, 1872

Zieglernek Szerecsen leány című szinművét fordította németből.
Álneve: Csikvándi.
Költeménye van az Uraniában (1830); több évig levelezője volt a Hirnöknek és a Nemzeti Ujságnak, az elsőben több cikke és Utinaplója jelent meg; egyéb cikkei a M. Sionban (III. 1865. Nagybárkányi plébánia, Az irgalmas-rend belgrádi házának emlékezete); a Pázmány-Füzetekbe is írt (Pest, 1855–56)